# Bojan Neziri
Bojan Nežiri (* 26. Februar 1982 in Šabac, SFR Jugoslawien) ist ein serbischer Fußballspieler.

## Karriere
Nežiri steht seit 2006 bei Metalurh Donezk unter Vertrag. Zuvor spielte er für VfL Wolfsburg, Metalurh Donezk, Vojvodina Novi Sad und Macva Šabac. Neziri hat drei Länderspiele für Serbien-Montenegro bestritten. Außerdem stand er in der serbisch-montenegrinischen Olympiamannschaft 2004 in Athen.